# وولوچیسک
شهر وولوچیسک (به روسی: Волочиськ) در استان خملنیتسکی در کشور اوکراین واقع شده‌است. جمعیت این شهر ۲۰٬۹۵۸ نفر  است.